# Eduard von Rindfleisch
Georg Eduard von Rindfleisch (15 décembre 1836 à Köthen, duché d'Anhalt-Köthen - 6 décembre 1908 à Wurtzbourg) était un pathologiste allemand.

## Biographie
Rindfleisch étudia la médecine à Wurtzbourg et Berlin, et passa le doctorat en 1859 auprès de Rudolf Virchow pour lequel il travailla ensuite jusqu'à 1861 comme assistant. En 1862 il passa son habilitation à Breslau. La même année, il reçut une chaire de professeur à Zurich, avant de devenir, en 1865, professeur titulaire à Bonn. En 1874 il reçut un appel à Wurtzbourg où il devint le sixième titulaire de la chaire de la pathologie. Il prit sa retraite en 1906.
Sur le plan scientifique Rindfleisch se consacra avec succès à l'histologie et avec une réussite moindre à la moelle osseuse et à l'hématopoïèse. C'était un tenant du néovitalisme.

## Œuvres
- Lehrbuch der pathologischen Gewebelehre. Wilhelm Engelmann, Leipzig 1867.
- Die Elemente der Pathologie: ein natürlicher Grundriss der wissenschaftlichen Medicin. Engelmann, Leipzig 1883.
- Ärztliche Philosophie: Festrede zur Feier des 306. Stiftungstages der Königlichen Julius-Maximilians-Universität. Hertz, Wurtzbourg, 1888.